# Sobek (ägyptische Mythologie)
Sobek (ägyptisch traditionell sbk, seltener auch sbjk), im Neuen Reich vereinzelt auch Sebak (sbꜣk), ist der Krokodilgott der ägyptischen Mythologie. Er war der Herrscher über das Wasser und wurde ebenfalls als Fruchtbarkeitsgott verehrt. Der Beiname Sobeks war Djedi („der Dauernde“).

## Verehrung der Krokodile
Im alten Ägypten wurden Krokodile als heilige Tiere verehrt, wahrscheinlich gerade aufgrund der Gefahr, die von ihnen ausging. Die Ägypter kannten das bei ihnen heimische große Nilkrokodil und das kleinere Westafrikanische Krokodil, das ebenfalls im Nil vorkam. Wie DNA-Untersuchungen an Krokodilmumien zeigten, nutzten sie für religiöse Zeremonien ausschließlich die kleinere, weniger gefährliche Art.

## Bedeutung der Gottheit
Sobek war nicht nur ein Krokodilsgott, sondern ebenfalls Wassergottheit und Fruchtbarkeitsgott. Seine Hauptkultorte waren Krokodilopolis im Fayyum-Becken und Kom Ombo in Oberägypten. Sobek steht etwas außerhalb des Götterpantheons. Im Mittleren Reich ging er als „Sobek-Re“ in die Verehrung des Sonnengottes ein; ebenso wie Seth wurde er teilweise als Schützer vor Gefahren, teilweise als Feind gesehen. Im Neuen Reich tauchte Sobek öfter in den Unterweltbüchern auf. In der Spätzeit wurde er zu einem Urgott bzw. Schöpfergott stilisiert. Pharaonen sowohl der 13. als auch der 17. Dynastie nahmen einen Thronnamen an, der den Namen des Gottes enthält.

## Darstellungen
In den Darstellungen taucht Sobek als Gott mit menschlichem Körper und dem Kopf eines Krokodils auf. In der linken Hand hält er das Was-Zepter und in der rechten Hand ein Anch, das Lebenssymbol der Alten Ägypter. In Darstellungen des Neuen Reiches (um 1400 v. Chr.) trägt er außerdem einen Kopfschmuck mit eingearbeiteter Sonnenscheibe, da er zu dieser Zeit als eine Offenbarung des Sonnengottes Re galt und als Sobek-Re bekannt war. Die Bedeutung der Gottheit zeigt sich u. a. in der Verwendung des Namens in dem verschiedener Herrscher dieser Zeit, etwa bei Königin Nofrusobek und Pharao Chaanchre Sobekhotep. Der Zusammenhang mit den Krokodilen wird durch die Schreibweise in Hieroglyphen deutlich.
|  |  |

So wird der Name Sobek (Sbk) geschrieben. Als Herrschername ist er von einer Kartusche umgeben. Meist erfolgt die Namensschreibung in Verbindung mit einem weiteren Wort wie beispielsweise „hotep“ als „Sobek-hotep“ (Sobek ist zufrieden).
Ist dagegen die Gottheit Sobek gemeint, wird dies durch ein Krokodil verdeutlicht und meist auch mit dem Determinativ für Götter geschrieben.

## Tempel
Zahlreiche Tempel mit Teichanlagen für die heiligen Tiere waren Sobek geweiht, die wichtigsten darunter fanden sich bei Kom Ombo in Oberägypten, bei Tebtynis sowie in Krokodilopolis im Fayyum-Becken. Krokodile, die in diesen heiligen Tempeln verstarben, wurden wie Menschen einbalsamiert und als Mumien begraben. So fand man bei Kom-Ombo sowie in den Höhlen von Maabdah tausende dieser Krokodilmumien, vor allem Jungtiere. Die größten Exemplare wiesen eine Länge von über fünf Metern auf.
Das Leben und Arbeiten der Priester hinter den Tempelmauern ist für die griechisch-römische Epoche besonders gut im Fayyum bezeugt: Aus den Siedlungen Bakchias, Narmuthis, Soknopaiu Nesos, Tebtynis und Theadelphia sind zahlreiche hieratische, demotische und griechische Papyri, Inschriften und Ostraka überliefert, die über Kultpraxis, Tempelwirtschaft und Privatleben der Priesterfamilien berichten.

## Trivia
Die griechische Bezeichnung suchos ist in latinisierter Form das Art-Epitheton im zoologischen Namen Crocodylus suchus des Westafrikanischen Krokodils. In der Paläontologie wird diese Form gelegentlich im Namen ausgestorbener krokodilverwandter oder krokodilähnlicher Arten verwendet, beispielsweise Deinosuchus oder Saurosuchus.
Im MMO „Smite“ ist Sobek eine spielbare Figur; er wird als anthropomorphes Krokodil dargestellt.